# Copa iugoslava de bàsquet
La copa iugoslava de bàsquet, en serbo-croat Jugoslavija Kup, va ser la segona competició basquetbolística que es disputà a l'antiga República Federal Socialista de Iugoslàvia.
Amb la desintegració de Iugoslàvia, la competició es mantingué però només amb representants de Sèrbia i Montenegro. Per a més informació d'aquesta copa vegeu l'article: copa serbo-montenegrina de bàsquet.

## Historial
| 1959    | ŽKK Ljubljana | mini lliga   | OKK Beograd    |              |              |              |
| 1960    | OKK Beograd   | mini lliga   | AŠK Olimpija   |              |              |              |
| 1961    | No disputada  | No disputada | No disputada   | No disputada | No disputada | No disputada |
| 1962    | OKK Beograd   | 103–82       | Partizan       |              |              |              |
| 1962–68 | No disputada  | No disputada | No disputada   | No disputada | No disputada | No disputada |
| 1968–69 | Lokomotiva    | 78–77        | AŠK Olimpija   |              |              |              |
| 1969–70 | Zadar         | 64–60        | Jugoplastika   |              |              |              |
| 1970–71 | Crvena zvezda | 82–70        | AŠK Olimpija   |              |              |              |
| 1971–72 | Jugoplastika  | 88–81        | Lokomotiva     |              |              |              |
| 1972–73 | Crvena zvezda | 71–65        | Partizan       |              |              |              |
| 1973–74 | Jugoplastika  | 92–85        | Crvena zvezda  |              |              |              |
| 1974–75 | Crvena zvezda | 82–72        | Jugoplastika   |              |              |              |
| 1975–76 | Radnički      | 89-75        | Rabotnički     |              |              |              |
| 1976–77 | Jugoplastika  | 80–62        | Kvarner        |              |              |              |
| 1977–78 | Bosna         | 98–87        | Radnički       |              |              |              |
| 1978–79 | Partizan      | 93–86        | Zadar          |              |              |              |
| 1979–80 | Cibona        | 68–62        | Bosna          |              |              |              |
| 1980–81 | Cibona        | 112–87       | Kvarner        |              |              |              |
| 1981–82 | Cibona        | 90–79        | Iskra Olimpija |              |              |              |
| 1982–83 | Cibona        | 92–79        | Rabotnički     |              |              |              |
| 1983–84 | Bosna         | 92–78        | Alkar          |              |              |              |
| 1984–85 | Cibona        | 104–83       | Jugoplastika   |              |              |              |
| 1985–86 | Cibona        | 110–98       | Bosna          |              |              |              |
| 1986–87 | IMT           | 76–73        | Smelt Olimpija |              |              |              |
| 1987–88 | Cibona        | 82–80        | Jugoplastika   |              |              |              |
| 1988–89 | Partizan      | 87–74        | Jugoplastika   |              |              |              |
| 1989–90 | Jugoplastika  | 79–77        | Crvena zvezda  |              |              |              |
| 1990–91 | POP 84        | 80–79        | Cibona         |              |              |              |
| 1991–92 | Partizan      | 105–70       | Bosna          |              |              |              |

## Palmarès
| Club          | Títols | Finalista | Anys campió                                                            |
| ------------- | ------ | --------- | ---------------------------------------------------------------------- |
| Cibona        | 8      | 2         | 1968–69, 1979–80, 1980–81, 1981–82, 1982–83, 1984–85, 1985–86, 1987–88 |
| Split         | 5      | 5         | 1971–72, 1973–74, 1976–77, 1989–90, 1990–91                            |
| Crvena zvezda | 3      | 2         | 1970–71, 1972–73, 1974–75                                              |
| Partizan      | 3      | 2         | 1978–79, 1988–89, 1991–92                                              |
| Bosna         | 2      | 3         | 1977–78, 1983–84                                                       |
| OKK Beograd   | 2      | 1         | 1960, 1962                                                             |
| Zadar         | 1      | 1         | 1969–70                                                                |
| Radnički      | 1      | 1         | 1975–76                                                                |
| ŽKK Ljubljana | 1      | 0         | 1959                                                                   |
| IMT           | 1      | 0         | 1986–87                                                                |
| Olimpija      | 0      | 5         |                                                                        |
| Rabotnički    | 0      | 2         |                                                                        |
| Kvarner       | 0      | 2         |                                                                        |
| Alkar         | 0      | 1         |                                                                        |